# Danish Renzu
Danish Renzu (Srinagar, 11 marzo 1986) è un regista, sceneggiatore e produttore cinematografico indiano, residente a Los Angeles.

## Biografia e carriera
Danish Renzu è cresciuto nella regione indiana del Kashmir. Nel 2005, si trasferisce negli Stati Uniti d'America per iscriversi all'università. Inizialmente entra al Pasadena City College per poi accedere all'Università della California, Los Angeles, dove consegue una laurea in ingegneria elettrica e si specializza in regia e sceneggiatura in un corso biennale di Screenwriting e Writer's Program.
Il suo esordio alla regia è del 2012 con il cortometraggio A Wheel of Fortune. Nel 2014 dirige In Search of America, Inshallah, vincitore nella categoria miglior cortometraggio agli ARY Film Awards. Il film narra la storia di una ragazza pakistana che intraprende un viaggio a Los Angeles alla ricerca del marito.  Nel 2015, Renzu realizza in India il suo primo lungometraggio intitolato Half Widow. Il secondo film, The Illegal, è una produzione indipendente statunitense con Suraj Sharma nel ruolo protagonista.
Nel 2012, Renzu ha fondato una casa di produzione cinematografica chiamata Renzu Films allo scopo di sviluppare l'industria cinematografica nel Kashmir.

## Filmografia

### Cinema
- Half Widow (2017)
- The Illegal (2018)

### Cortometraggi
- A Wheel of Fortune (2012)
- Sheikh Chilli and His Three Wives (2013)
- The Virtual (2013)
- In Search of America, Inshallah (2014)

## Riconoscimenti
- 2017: South Asian International Film Festival – Miglior film per Half Widow
- 2017: ARY Film Awards – Miglior cortometraggio per In Search of America, Inshallah